# Fosfato de titanil potássio
Fosfato de titanil potássio (KTiOPO4) ou KTP é um material óptico não linear que é comumente usado para duplicação de frequência em lasers de estado sólido bombeados por diodo tais como lasers Nd-YAG e outros lasers dopados com neodímio. O material tem um limite de danos ópticos relativamente alto (~15 J/cm²), uma grande não linearidade óptica e excelente estabilidade térmica em teoria. Na prática, cristais de KTP necessitam ter temperatura estável para operar se são estimulados com 1064 nm (infravermelho, produzindo verde a 532 nm). No entanto, é propenso a dano fotocrômico (chamado rastreamento cinza, grey tracking) durante geração de segundo harmônico a 1064 nm de alta potência o que tende a limitar a sua utilização em sistemas de baixa e média potência. É usado para produzir "luz verde" para a realização de algumas cirurgias de próstata a laser.